# Capillipedium filiculme
Capillipedium filiculme är en gräsart som först beskrevs av Joseph Dalton Hooker, och fick sitt nu gällande namn av Otto Stapf. Capillipedium filiculme ingår i släktet Capillipedium och familjen gräs. Inga underarter finns listade i Catalogue of Life.